# نبرد لپانتو (نقاشی لونا)
نبرد لپانتو (انگلیسی: The Battle of Lepanto) یک نقاشی مشهور از نقاش انقلابی فیلیپین، خوان لونا می‌باشد که به سال ۱۸۸۷ طرح گردید، لونا یکی از نخستین هنرمندان فیلیپینی است که در فرهنگ و هنر بین‌المللی کاملاً شناخته گردید (یکی دیگر از این هنرمندان فلیکس رسورکیون هیدالگو است)، این اثر هنری اشاره به نبرد مشهور لپانتو به تاریخ ۷ اکتبر ۱۵۷۱ دارد، این اثر به عنوان یکی از آثار حماسی هنرمند شناخته می‌شود.